# Agraciada
Agraciada, también conocida como Colonia Agraciada, es una localidad uruguaya de los departamentos de Colonia y Soriano.

## Ubicación
La localidad se encuentra ubicada en el límite entre los departamentos de Colonia y Soriano, en la región noroeste del primero y suroeste del segundo, y junto a la ruta nacional 12 en su km 20.

## Historia
La localidad fue declarada pueblo por ley 9839 del 28 de junio de 1939.

## Población
Según el censo del año 2011 la localidad cuenta con una población de 586 habitantes.
| 2133          | 578 | 638 | 563 | 598 | 609 | 586 |
| (Fuente: INE) |     |     |     |     |     |     |